# Il brigante di Tacca del Lupo
Il brigante di Tacca del Lupo é um filme italiano de 1952, dirigido por Pietro Germi e baseado no romance homônimo de Riccardo Bacchelli. A história é vagamente inspirada pelos acontecimentos de Carmine Crocco, o notório bandido que espalhou o terror em diferentes zonas do sul da Itália logo após a unidade da nação.

## Sinopse
Ambientado em 1863 no sul da Itália durante o brigantaggio, o capitão Giordani recebe a ordem para lutar a banda do bandido Raffa Raffa, que aterroriza a zona de Melfi, em Basilicata. Durante o curso de uma campanha sangrenta, uma mulher chamada Zitamaria, que foi desonrada pelo líder da banda, leva os soldados de Giordani na perseguição.

## Produção
O filme foi rodado em Melfi e Pentedattilo, em Calabria.